# Барометарска формула
Зависност по којој се притисак ваздуха мења са висином назива се барометарска формула (једначина). Она гласи:
где су: 
- {\displaystyle p} – тражени притисак;
- {\displaystyle p_{o}} – притисак при површини Земље (≈ 101325 Pa);
- {\displaystyle \rho _{o}} – густина ваздуха при површини Земље (≈ 1.2 kg/m³);
- {\displaystyle g} – гравитационо убрзање при површини Земље (≈ 9,81 m/s²);
- {\displaystyle h} – висина на којој се тражи притисак.

## Атмосферски притисак
Атмосферски притисак на висини h потиче од тежине слојева атмосфере изнад ове висине. То је зато што је атмосферски притисак ништа друго до хидростатички притисак ваздуха. Просечни атмосферски пристисак измерен на морском нивоу износи око 101325 . У метеоролошким извештајима се притисак често изражава у милибарима (1 mbar = 10−3  ≈ 100 Pa). У литератури се још често срећу и милиметар живиног стуба или тор (1 mmHg = 1  ≈ 133.32 Pa). Атмосферски притисак први је измерио италијански научник Торичели у 17. веку у свом огледу.
Посматрају се два веома танка слоја атмосфере на различитим висинама. Јасно је да ће притисак у нижем слоју бити већи од притиска у вишем јер поред тежине слоја ваздуха изнад вишег, на нижи делује и тежина слоја ваздуха између њих. Одавде се може закључити да притисак опада са висином.

## Извођење барометарске једначине
Овде ће бити представљено најједноставније и најкоришћеније извођење барометарске формуле, тзв. хидростатичко извођење. Такође је могуће барометарску формулу (у мало измењенијим облицима) добити и на друге начине (кинетичко извођење, статистичко извођење...).

### Апроксимације које су коришћене
При извођењу барометарске једначине које ће овде бити представљено занемарена је промена јачина гравитационог поља са висином, односно његово слабљење са удаљавањем од центра Земље. Потребно је такође нагласити и да се користи апроксимација да се ваздух понаша као идеалан гас, као и да је температура ваздуха у целокупној атмосфери константна. Атмосфера се може изделити на бесконачно танке слојеве. Претпостављено је да се унутар једног слоја гас налази у стању термодинамичке равнотеже, као и да је притисак гаса унутар једног слоја константан (али се, наравно, мења при преласку из једног слоја у други).

### Поступак извођења
Издвојен је један танак слој атмосфере на висини h, дебљине dh. Нека је притисак на висини  једнак p, а на висини  једнак p + dp. Вредност dp представља бесконачно малу промену притиска при бесконачно малој промени висине dh. Из претходног може се писати 
Знак минус у претходној једначини се појављује зато што је још раније закључено да се притисак смањује са висином.
Коришћењем једначине стања идеалног гаса (Клапејронова једначина) може се изразити густина ваздуха као {\displaystyle \rho =pM/RT}, где су: p – притисак ваздуха; M – моларна маса ваздуха (≈ 29 g/mol); R – универзална гасна константа (≈ 8.314 J/(mol·K)); T – апсолутна темтература ваздуха (изражена у келвинима). Убацивањем тога у претходну једначину и дељењем обе стране са p добија се
Интеграцијом претходног израза једнакост постаје 
Договор је да се у претходној једначини уместо C пише ln C из практичних разлога. Коначно, антилогаритмовањем обе стране претходне једнакости се добија
Убацивањем вредности  и h = 0 m (валидни резултати за ваздух при површини Земље) добија се . Увршћавањем овога добија се барометарска једначина 
Познавањем ове формуле може се видети да се притисак смањује са висином много брже што је гас тежи (већа му је моларна маса) и, такође, што је температура ваздуха мања.
Такође, из једначине стања идеалног гаса, примењене на ваздух при површини Земље, добија се однос {\displaystyle {\frac {M}{RT}}\,=\,{\frac {\rho _{o}}{p_{o}}}} . Односно, формула се може записати и као 

### Алтернативни облик
Понекад се ради једноставнијег записа саме формуле уводи величина {\displaystyle h_{o}\,=\,{\frac {p_{o}}{\rho _{o}g}}} која се назива референтна висина и износи . Сада се барометарска формула може записати као

## Одступања од реалних вредности
Барометарска формула је веома важна за разумевање промене притиска са висином за лакше моделирање атмосфере. Мора се напоменути да она важи за само за мање висине, док се за веће прави веома велико одступање од реалних вредности.
У табели су представљени стварни (измерени) притисак и притисак израчунат по барометарској формули за неке висине. При израчунавању су коришћене вредности за температуру T = 300K и притисак a. Из табеле се може очитати да су реалне вредности притисака ниже од оних срачунатих барометарском формулом, као и да се релативна грешка притиска повећава са повећањем висине. За прецизније и општије предвиђање притиска на некој висини потребно је урачунати:
- промену јачине гравитационог поља Земље са повећавањем растојања од центра Земље
- једначину стања реалног гаса
- промену температуре са висином

Тренутно не постоји експлицитна формула која обухвата све услове (за потпуно тачно предвиђање притиска на некој висини). Могуће је, међутим, уопштити формулу тако што би се неки од ових услова укључили у обзир (нпр. увести вертикални температурни градијент), али тада формула постаје гломазна и непрактична за употребу.
Без обзира на једноставност саме формуле, она се веома добро може применити на ниже делове тропосфере (до 6 km) где се прави релативна грешка до 5%.

## Израз за промену густине са висином
Такође, може се користити формула слична барометарској која показује зависност промене густине ваздуха са висином. Зависност се добија једноставно из барометарске формуле множећи обе стране једнакости фактором {\displaystyle M/RT}, и гласи 